# Collomia
Collomia Nutt., es un género de plantas con flores perteneciente a la familia  Polemoniaceae. 

## Especies
- Collomia aggregata Porter ex A.Gray
- Collomia coccinea Lehm. ex Benth.
- Collomia debilis Greene
- Collomia diversifolia Greene
- Collomia grandiflora Douglas ex Lindl.
- Collomia heterophylla Hook.
- Collomia hurdei A.Nelson
- Collomia larsenii (A.Gray) Payson
- Collomia linearis (Cav.) Phil.
- Collomia mazama Coville
- Collomia micrantha Kellogg
- Collomia microcalyx
- Collomia renacta Joyal
- Collomia scabra Greene
- Collomia tenella A.Gray
- Collomia tinctoria
- Collomia tracyi H.Mason